# T. S. Cook
Pour les articles homonymes, voir Cook.
Thomas Steven Cook est un scénariste et producteur américain né le 25 août 1947 à Cleveland, Ohio (États-Unis), et mort à Los Angeles le 5 janvier 2013.

## Filmographie

### Scénariste

#### Cinéma
- 1979 : Le Syndrome chinois (The China Syndrome)

#### Télévision
- 1993 : The Switch
- 1980 : Scared Straight! Another Story
- 1981 : We're Fighting Back
- 1981 : Red Flag: The Ultimate Game
- 1984 : Scandale au pénitencier (Attack on Fear)
- 1985 : Un tueur dans New York (en) (Out of the Darkness)
- 1989 : Nightbreaker
- 1992 : In the Line of Duty: Street War
- 1996 : Forgotten Sins
- 2003 : Lucy

### Producteur

#### Télévision
- 1992 : In the Line of Duty: Street War